# Comuna Berlești, Gorj
Berlești este o comună în județul Gorj, Oltenia, România, formată din satele Bârzeiu, Berlești (reședința), Gâlcești, Lihulești, Pârâu Viu, Scrada și Scurtu.

## Demografie
Componența etnică a comunei Berlești
     Români (93,58%)
     Alte etnii (0%)
     Necunoscută (6,42%)
Componența confesională a comunei Berlești
     Ortodocși (92,94%)
     Alte religii (0,54%)
     Necunoscută (6,53%)
Conform recensământului efectuat în 2021, populația comunei Berlești se ridică la 1.869 de locuitori, în scădere față de recensământul anterior din 2011, când fuseseră înregistrați 2.149 de locuitori. Majoritatea locuitorilor sunt români (93,58%), iar pentru 6,42% nu se cunoaște apartenența etnică. Din punct de vedere confesional, majoritatea locuitorilor sunt ortodocși (92,94%), iar pentru 6,53% nu se cunoaște apartenența confesională.

## Istorie
La sfârșitul secolului al XIX-lea, comuna nu exista, satul Berlești făcând parte din comuna Scarda. Pe teritoriul comunei funcționau comunele Scrada (în plasa Gilort a județului Gorj) și Bârseiul de Pădure (în plasa Amaradia din același județ). Comuna Scrada era alcătuită din satele Berlești, Gâlcești și Scrada, având o populație de 1258 de locuitori. În comună exista o școală mixtă și trei biserici. Comuna Bâreziul de Pădure era alcătuită doar din satul de reședință cu același nume, având o populație de 1230 de locuitori. În comună funcționa trei biserici și o școală frecventată de 30 de elevi.
În 1925, teritoriul actual al comunei, era împărțit între comunele Bâreziu și Scarda. Conform Anuarului Socec, comuna Bâreziu făcea parte din plasa Hurezeanu a aceluiași județ, având o populație de 1545 de locuitori (în satele Bâreziu, Lihulești, Paschii, Pârâu Viu și Scurtu). Comuna Scrada își păstrează componența, făcea parte din aceiași plasă și avea o populație de 1484 de locuitori. În anul 1931, comuna Bâreziu recăpătă numele de Bâreziu de Pădure, și era împărțită în satele Bâreziu, Glăvani, Lihulești, Paschii, Pârâu Viu și Scurtu.
În anul 1950, comunele au fost arondate raionului Târgu Cărbunești a regiunii Gorj, raion care doi ani mai târziu a fost arondat regiunii Craiova, și apoi (după 1960), regiunii Oltenia. Între timp, comuna Bâreziu de Pădure este din nou redenumit în Bârzeiu.
În anul 1968, comunele au fost transferate la județul Gorj, iar toate satele au fost incluse în satul Berlești, formându-se comuna Berlești, cu reședința în satul cu același nume. Tot atunci, satul Paschii este desființat și contopit cu satul Lihulești, iar satul Glăvani este desființat și contopit cu satul Pârâu Viu.

## Monumente istorice

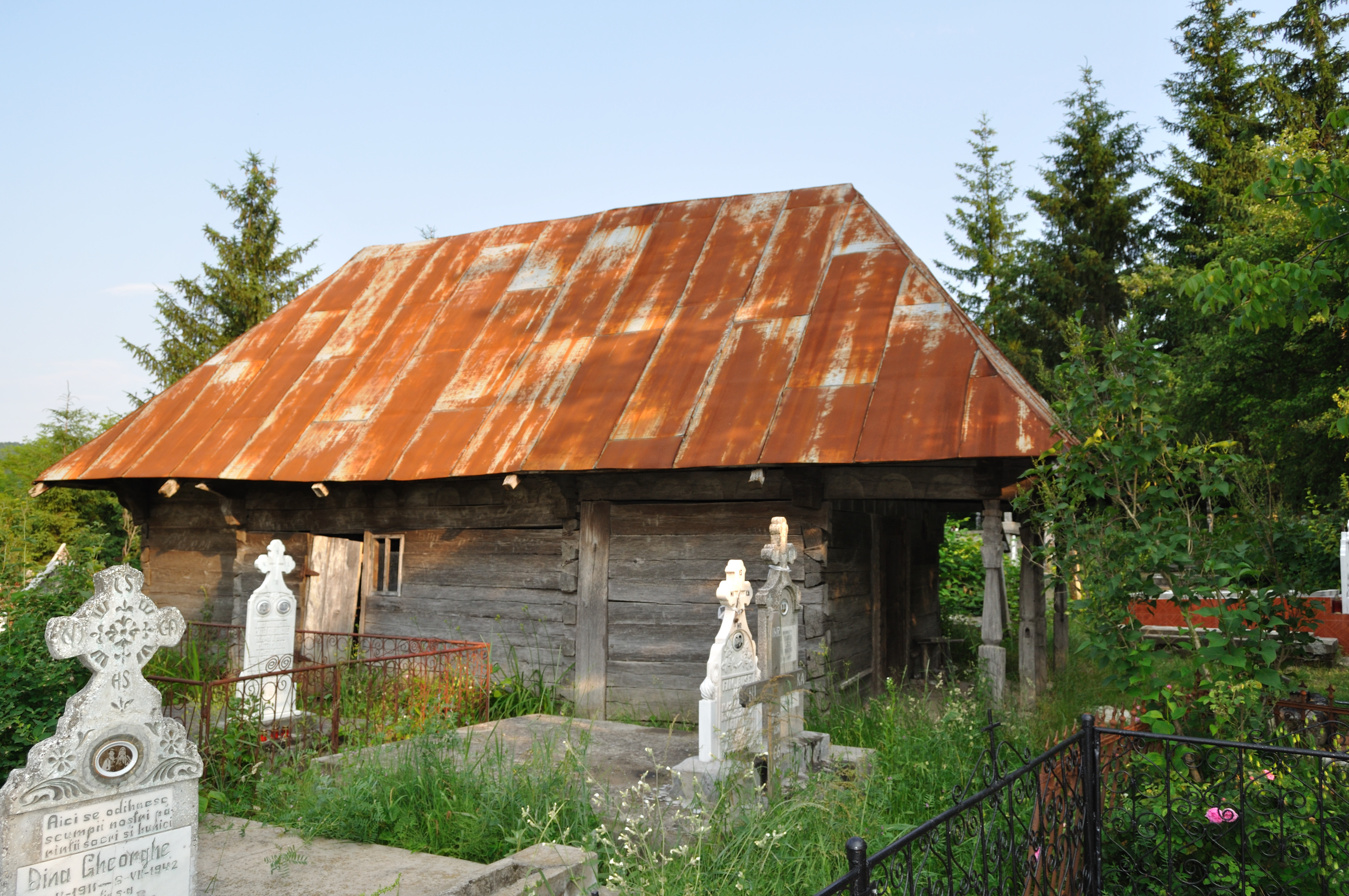
Biserica de lemn „Sf. Voievozi” din satul Pârâu Viu

Singurul monument istoric din comuna Berlești, inclus în lista monumentelor istorice din județul Gorj este Biserica de lemn „Sf. Voievozi” din satul Pârâu Viu, care a mai fost renovată în anul 1974.

## Politică și administrație
Comuna Berlești este administrată de un primar și un consiliu local compus din 11 consilieri. Primarul, Iulian Berlescu[*], de la Partidul Național Liberal, este în funcție din 2016. Începând cu alegerile locale din 2024, consiliul local are următoarea componență pe partide politice:
|  | Partid                          | Consilieri | Componența Consiliului | Componența Consiliului | Componența Consiliului | Componența Consiliului | Componența Consiliului | Componența Consiliului | Componența Consiliului |
|  | ------------------------------- | ---------- | ---------------------- | ---------------------- | ---------------------- | ---------------------- | ---------------------- | ---------------------- | ---------------------- |
|  | Partidul Național Liberal       | 7          |                        |                        |                        |                        |                        |                        |                        |
|  | Partidul Social Democrat        | 3          |                        |                        |                        |                        |                        |                        |                        |
|  | Alianța pentru Unirea Românilor | 1          |                        |                        |                        |                        |                        |                        |                        |

## Vezi și
- Biserica de lemn din Pârâu Viu